# Monthoiron
 Monthoiron  es una población y comuna francesa, situada en la región de Poitou-Charentes, departamento de Vienne, en el distrito de Châtellerault y cantón de Vouneuil-sur-Vienne.

## Demografía
| 452 | 393 | 366 | 564 | 609 | 588 |
| Para los censos de 1962 a 1999 la población legal corresponde a la población sin duplicidades (Fuente: INSEE [Consultar]) |     |     |     |     |     |